# Vescheim
Vescheim és un municipi francès situat al departament del Mosel·la i a la regió del Gran Est. L'any 2007 tenia 228 habitants.

## Demografia

### Població
El 2007 la població de fet de Vescheim era de 228 persones. Hi havia 88 famílies, de les quals 24 eren unipersonals (24 homes vivint sols), 24 parelles sense fills, 36 parelles amb fills i 4 famílies monoparentals amb fills.
La població ha evolucionat segons el següent gràfic:
Habitants censats

### Habitatges
El 2007 hi havia 101 habitatges, 92 eren l'habitatge principal de la família i 8 estaven desocupats. 78 eren cases i 22 eren apartaments. Dels 92 habitatges principals, 62 estaven ocupats pels seus propietaris, 27 estaven llogats i ocupats pels llogaters i 3 estaven cedits a títol gratuït; 2 tenien dues cambres, 12 en tenien tres, 24 en tenien quatre i 54 en tenien cinc o més. 80 habitatges disposaven pel capbaix d'una plaça de pàrquing. A 33 habitatges hi havia un automòbil i a 50 n'hi havia dos o més.

### Piràmide de població
La piràmide de població per edats i sexe el 2009 era:
| Homes | Edats   | Dones |
| ----- | ------- | ----- |
| 0     | 95 o +  | 0     |
| 0     | 90 a 94 | 0     |
| 0     | 85 a 89 | 0     |
| 0     | 80 a 84 | 0     |
| 8     | 75 a 79 | 4     |
| 0     | 70 a 74 | 4     |
| 4     | 65 a 69 | 12    |
| 0     | 60 a 64 | 8     |
| 0     | 55 a 59 | 4     |
| 16    | 50 a 54 | 4     |
| 12    | 45 a 49 | 12    |
| 0     | 40 a 44 | 12    |
| 4     | 35 a 39 | 0     |
| 12    | 30 a 34 | 12    |
| 12    | 25 a 29 | 8     |
| 16    | 20 a 24 | 4     |
| 16    | 15 a 19 | 0     |
| 8     | 10 a 14 | 8     |
| 8     | 5 a 9   | 8     |
| 4     | 0 a 4   | 12    |

## Economia
El 2007 la població en edat de treballar era de 157 persones, 125 eren actives i 32 eren inactives. De les 125 persones actives 116 estaven ocupades (66 homes i 50 dones) i 9 estaven aturades (2 homes i 7 dones). De les 32 persones inactives 11 estaven jubilades, 10 estaven estudiant i 11 estaven classificades com a «altres inactius».

### Ingressos
El 2009 a Vescheim hi havia 85 unitats fiscals que integraven 228 persones, la mediana anual d'ingressos fiscals per persona era de 15.573,5 €.

### Activitats econòmiques
Dels 3 establiments que hi havia el 2007, 1 era d'una empresa alimentària, 1 d'una empresa d'hostatgeria i restauració i 1 d'una empresa classificada com a «altres activitats de serveis».
L'únic servei als particulars que hi havia el 2009 era un restaurant.
L'únic establiment comercial que hi havia el 2009 era una fleca.
L'any 2000 a Vescheim hi havia 3 explotacions agrícoles.

## Equipaments sanitaris i escolars
El 2009 hi havia una escola elemental integrada dins d'un grup escolar amb les comunes properes formant una escola dispersa.

## Poblacions més properes
El següent diagrama mostra les poblacions més properes.